# Dikgang Mabalane
Dikgang Mabalane (ur. 28 grudnia 1979 w Soweto) – południowoafrykański piłkarz, występujący na pozycji pomocnika w Orlando Pirates; jednokrotny reprezentant kraju.

## Mecze w reprezentacji
| #  | Data          | Miejsce                        | Mecz           | Wynik | Rozgrywki                     |
| -- | ------------- | ------------------------------ | -------------- | ----- | ----------------------------- |
| 1. | 19 lipca 2003 | Jan Smuts Stadium, East London | RPA – Zimbabwe | 0:1   | COSAFA Cup 2003 – ćwierćfinał |